# Harold Battiste

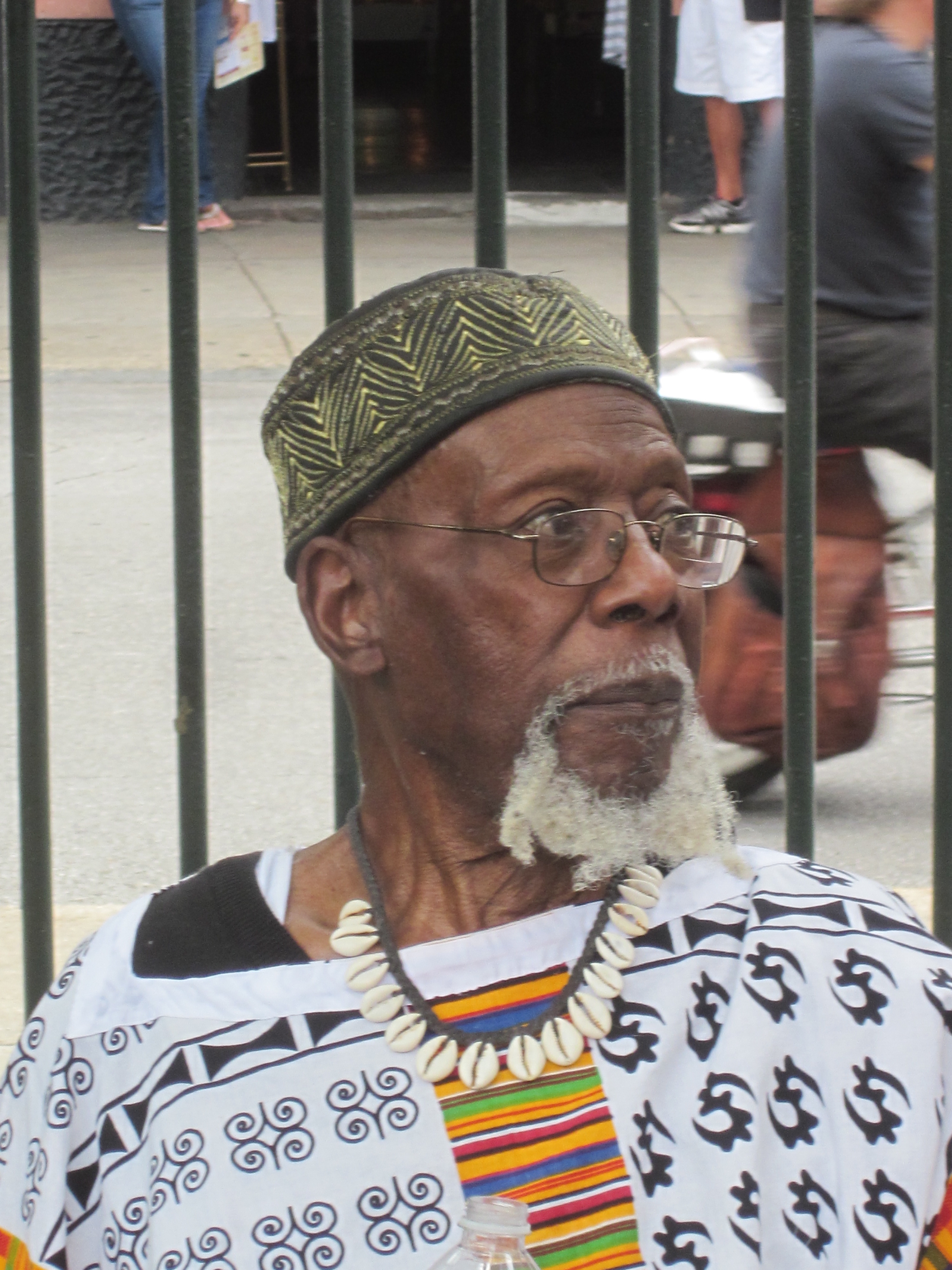
Harold Battiste (2012)

Harold Raymond Battiste Jr. (* 28. Oktober 1931 in New Orleans, Louisiana; † 19. Juni 2015 ebenda) war ein amerikanischer Saxophonist, Musikproduzent, Arrangeur und Songwriter. Zu den wichtigsten Stationen seiner Karriere gehören sein Engagement bei Specialty Records in den 1950er Jahren und der Betrieb seines eigenen Plattenlabels A.F.O. Records.

## Leben und Wirken
Harold Battiste gehörte zu der Musikerfamilie Batiste aus New Orleans; Russell und Milton Batiste sind seine Brüder. Er erlernte Saxophon. Bereits Mitte der 1940er Jahre spielte er in den Bands von Joe Jones und bei Ray und Plas Johnson. Seinen Plan, Musiklehrer zu werden, gab er auf und wollte sich zuerst einer Karriere im Modern Jazz widmen. Gemeinsam mit anderen Musikern aus New Orleans, Alvin Batiste, Ellis Marsalis und Ed Blackwell, mit denen er im Original American Jazz Quintet spielte und auch ein Album aufnahm, fuhr er 1956 nach Los Angeles, um einen Bekannten, den Saxophonisten Ornette Coleman, zu besuchen. Battiste entschied sich zunächst dafür, an der Westküste zu bleiben.
Mitte der 1950er Jahre konnte Art Rupe mit seinem in Los Angeles ansässigen Label Specialty Records zunehmend Erfolge feiern. Bereits 1952 hatte er mit Lloyd Price auch in New Orleans einen verkaufträchtigen Interpreten aufnehmen können. Der benachbarte Konkurrent Imperial Records hatte mit Dave Bartholomew einen geschäftstüchtigen Vertreter in der Stadt am Mississippidelta, der die Talente des örtlichen Marktes gut im Blick hatte. Als Bartholomew zunehmend mit seinem Zugpferd Fats Domino beschäftigt war, sah Rupe die Chance durch ein eigenes Büro vor Ort mehr Präsenz zu zeigen. Er heuerte daher 1957 Harold Battiste an, dessen Aufgabe es war, in einer Dependance in New Orleans nach potentiellen Rock-’n’-Roll-Stars zu fahnden und diese an Specialty zu binden. Sein Arbeitsmotto lautete: „Specialty Records is here to stay, and Harold Battiste is there to work with you.“ (deutsch: Specialty Records ist hier, um zu bleiben, und Harold Battiste ist da, um mit Ihnen zu arbeiten.) So produzierte er Jerry Byrne und Art Neville, nahm aber auch erfolgreiche Labelkünstler des kalifornischen Muttersitzes auf wie Larry Williams und Sam Cooke, dem er ein Arrangement für dessen ersten Popsong You Send Me schrieb. Dabei wechselte er sich mit dem in Los Angeles beschäftigten Label-Produzenten Sonny Bono ab. Ein weiterer Auftrag war, Joe Banashak, den Geschäftsführer der wichtigen Schallplattenvertriebsfirma A-1 zu überwachen. A-1 vertrieb viele Independent Labels der Region landesweit. Um keine Specialty-Konkurrenten abzuschrecken, blieb geheim, dass A-1 eigentlich ebenfalls im Besitz Art Rupes war.
Um 1960 wechselte Battiste als A&R-Manager zu Joe Ruffinos Labels Ric and Ron Records, wo er seinen ehemaligen Bandleader Joe Jones mit You Talk Too Much zu einem landesweiten Nummer-drei-Hit verhelfen konnte. Allerdings hatte Joe Jones bereits eine Version für Roulette Records eingespielt, deren Manager dem kleinen Ric Records alle Rechte an Joe Jones’ Aufnahmen abpressten.
Harold Battiste, der dem Black Muslim Movement nahestand, setzte schließlich 1961 seine Idee in die Tat um, ein kollaboratives Plattenlabel unter afroamerikanischen Management zu gründen. Gründer und musikalisches Rückgrat von A.F.O. Records (Abkürzung für all for one) war die Band bestehend aus Melvin Lastie am Kornett, Roy Montrell an der Gitarre, Chuck Badie am Bass, Alvin Tyler und Battiste an den Saxophonen sowie John Boudreaux am Schlagzeug. Für den Vertrieb von A.F.O. schloss man sich Juggy Murrays Sue Records in New York City an. In den ersten Aufnahmesessions wurden Prince La Las She Put a Hurt on Me, Lee Dorseys Ya Ya und Barbara Georges I Know produziert. Während ersteres an Murray vorbei an Bobby Robinson für den Vertrieb vertraglich weitergegeben wurde, warb Sue Records Barbara George ab, so dass das junge Kollektiv schnell unter Druck geriet und sich von Sue Records trennte. 1963 ging Battiste samt Kollegen nach Los Angeles, wo sie erneut mit Sam Cooke zusammenarbeiten wollten, der zwischenzeitlich erfolgreich bei RCA Records aufnahm, aber auch sein eigenes SAR Records am Laufen hatte. Nach dessen unerwarteten Tod kam als nächste Chance die Wiederbelebung der Karriere von Dr. John mit dem Album Gris-Gris (1968). Aber auch hier verlor Battiste den Kontakt zu dem Musiker, bevor dieser zu weltweitem Erfolg kam. Schließlich schloss sich Battiste seinem ehemaligen Specialty-Kollegen Sonny Bono und dessen Projekt Sonny & Cher an. So arrangierte er unter anderem den Welthit I Got You Babe und war musikalischer Direktor in deren Fernsehserie. 1978 war Battiste am Klavier auf Tom Waits’ Album Blue Valentine zu hören.
Seit 1989 unterrichtete Battiste an der University of New Orleans zusammen mit Ellis Marsalis Jazz. A.F.O. Records wurde in eine Stiftung umgewandelt, die sich der Bildung und der Dokumentation des musikalischen Erbes seiner Heimatstadt widmet. Dazu war er in vielen Gremien von Organisationen mit ähnlichen Zielen aktiv. 2010 erschien seine Autobiografie Unfinished Blues.

## Diskographie
- The Original American Jazz Quintet In the Beginning (1956)
- Harold Battiste The Sounds of Harold’s Horn (1960s-1990s)
- Harold Battiste Lagniappe: The 2nd 50 Years (1976–1998)
- The American Jazz Quintet From Bad to Badder (1987)
- Harold Battiste The Next Generation Big Band